# Zdeněk Čihák
Zdeněk Čihák (ur. 9 lutego 1933 w Pradze, zm. 4 kwietnia 2015) – czechosłowacki lekkoatleta, dyskobol.
Podczas igrzysk olimpijskich w Rzymie (1960) zajął 13. miejsce.
W 1954 dwukrotnie ustanawiał rekordy Czech w rzucie dyskiem (52,28 oraz 53,30). Swój rekord życiowy – 55,20 ustanowił w 1960.
Reprezentował klub RH Praha.